# Channel S
 (janvier 2018).
Channel S (sylheti: ꠌꠦꠘꠦꠟ ꠄꠍ) est une station de télévision basée au Prestige House à Walthamstow, au nord-est de Londres.
Elle diffuse des programmes en bengali, en sylheti et diffuse quelques programmes en anglais. C'est le premier canal de diffusion de contenu bengale dans le dialecte sylheti. Il a fidélisé les Bengalais au Royaume-Uni et la majorité des spectateurs viennent de Sylhet. Depuis le lancement de la chaîne en 2004, il y a eu une âpre rivalité entre Channel S et Bangla TV pour acquérir les droits de diffusion de la Baishakhi Mela[réf. souhaitée]. 
Une enquête d'écoute indique que Channel S a été la chaîne de télévision bengale la plus vue au Royaume-Uni.